# منطقه صابونچی

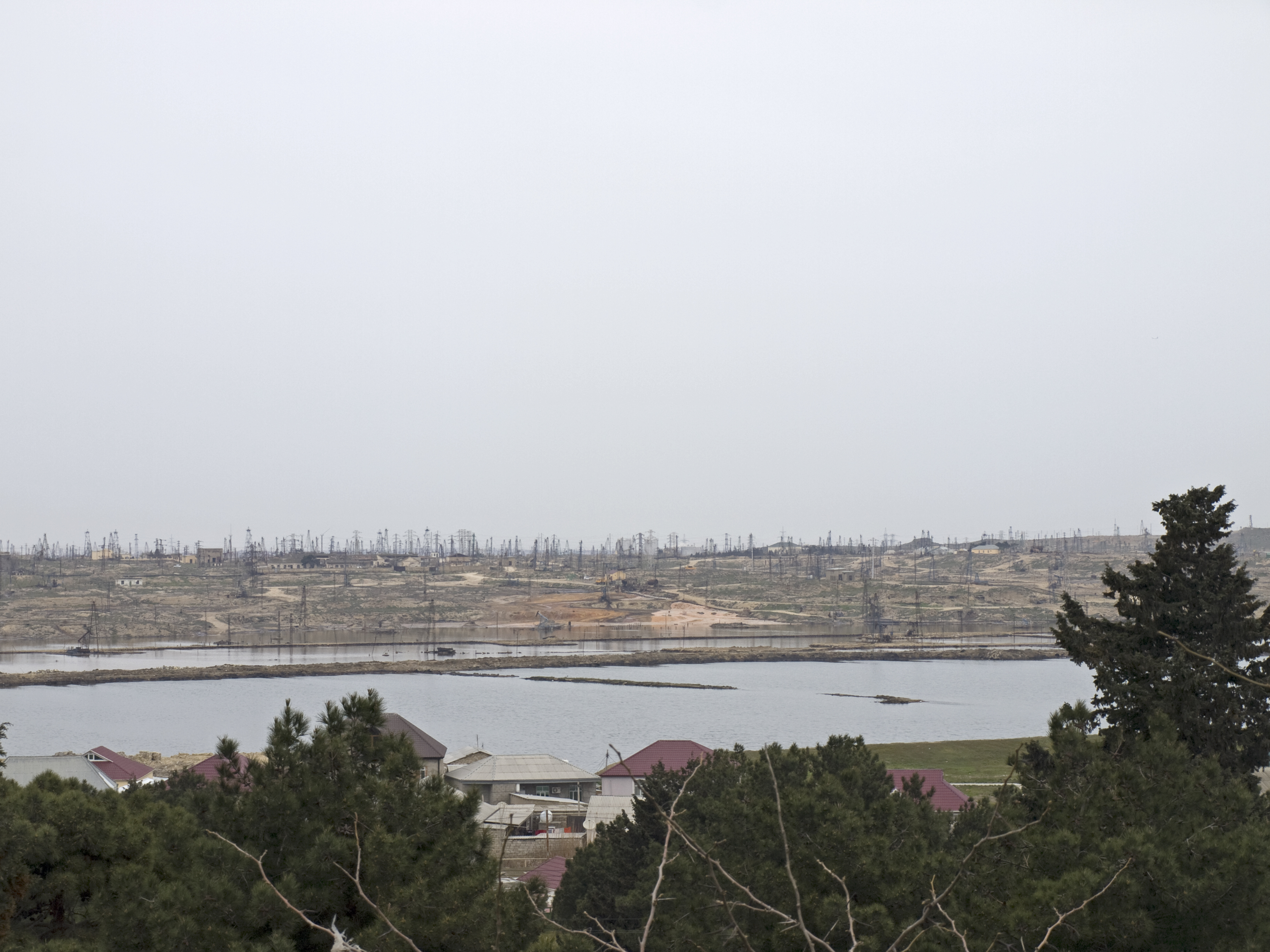
میادین نفتی در منطقه صابونچی

صابونچی (به لاتین: Sabunçu) یک منطقه مسکونی در جمهوری آذربایجان است که از توابع شهر باکو است. صابونچی رایون ۲۲۲۶۰۰ نفر جمعیت دارد.